# Hans Löfflad
Hans Löfflad (* 1. August 1922 in Bühl im Ries; † 25. Oktober 1997 in Augsburg) war ein deutscher Politiker (WAV, später DP).

## Leben
Löfflad gehörte dem Deutschen Bundestag in dessen erster Legislaturperiode (1949–1953) an. Ursprünglich für die Wirtschaftliche Aufbau-Vereinigung (WAV) gewählt, wechselte er am 6. Dezember 1951 mit den meisten seiner Fraktionskollegen aus Protest gegen die Wiederwahl des Parteivorsitzenden Alfred Loritz zur Deutschen Partei (DP) über. Löfflad war zum Zeitpunkt seiner Wahl mit 27 Jahren der jüngste Abgeordnete des ersten Deutschen Bundestages. Vom 13. Februar 1953 bis zum Ende der Legislaturperiode war er stellvertretender Vorsitzender des Bundestagsausschusses für Fragen der öffentlichen Fürsorge.
Bei der Bundestagswahl 1953 kandidierte Löfflad erfolglos auf Platz vier der bayerischen Landesliste der DP.
Löfflads Schwiegervater war Wilhelm Schmidt, der ebenfalls 1949 über die Liste der WAV in den deutschen Bundestag gewählt worden war und auch am 6. Dezember 1951 zur DP übertrat.